# Loingsech
Loingsech mac Óenguso (mort le 12 juillet 704) est Ard ri Érenn de 696 à 704. 

## Origine
Loingsech était le fils d’Oengus († 650) fils de l’Ard ri Érenn Domnall mac Áedo issu du Cenél Conaill des Uí Neill du Nord. Loingsech mac Óengusos, succède à Fínsnechtae Fledach mac Dúnchada († 695) comme ard ri Érenn ou « Haut-Roi d'Irlande » en 696 et règne jusqu'à sa mort .

## Règne
Loingsech est le premier membre du Cenél Conaill à devenir roi de Tara depuis 50 ans. Les quatre rois précédents qui avaient obtenu le titre d'ard ri Érenn et dominaient l'ensemble des Uí Néill et leurs vassaux, étaient issus du Síl nÁedo Sláine, une lignée des Uí Néill du sud dont le territoire incluait le site sacré de Tara. Son règne est marqué par la famine et la pestilence qui ravage l’Irlande pendant trois ans et par les dévastations de bandes de guerriers brittoniques chassés du nord de la Grande-Bretagne par les conquêtes des Angles de Northumbrie. Les  sources émanant des annalistes relèvent seulement deux entrées relatives à Loingsech  :   
La première est relatif à son accession au trône. Loingsech obtient le titre d'Ard ri Erenn après la défaite et la mort de Fínnachta Fledach et de son fils Bressal tués par leurs propres parents, les membres du Síl nÁedo Sláine . Il met à profit le décès de l’un des meurtriers Congalach mac Conaing mac Congal mac Áed Sláine; roi de Brega pour monter sur le trône.
La seconde est inhabituellement précis, elle concerne la date de sa mort avec ses fils Artghal, Connachtach et Flann Greag, lors de la bataille de Corann, dans le sud du comté de Sligo qui intervient le « quatre des ides de juillet » soit le 12 juillet, à six heures un samedi. Il est possible que Loingseach, comme roi de Tara, tente d'imposer sa souveraineté d'ard ri Erenn lors de sa mort à la bataille de Corann. Toutefois en conduisant son armée vers le sud dans le Connacht, il pense tout d'abord trouver l'opportunité de compenser par une expansion territoriale du Cenél Conaill, les agrandissements vers l'est du domaine de  ses riavaux du Cenél nÉogain. Mais Loingsech espère sans doute aussi porter un coup d'arrêt décisif à la dynastie montante des Uí Briúin Ai du Connacht, et obtenir ainsi la soumission de la province. Le récit retouché par une autre main intercalé dans le texte des annales d'Ulster, attribue la victoire dans la bataille à Cellach mac Rogallaig, le roi des Uí Briúin  Ai.  
Le combat semble avoir été particulièrement meurtrier car les annalistes citent parmi les morts de nombreux nobles : Deux fils de Colcen, Dubhidhearg mac Dungal, Fergus Forcraith et Conall Gabhra.
Les souverains du Cenél Conaill occupent encore deux fois le trône du royaume de Tara après la mort de Loingsech . la première fois avec son successeur immédiat et cousin germain, Congal Cendmagair mac Ferguso, roi de 704 à 710, La seconde fois avec le propre fils de Loingsech, Flaithbertach mac Loingsig, qui commence à régner en 728, est déposé en 734, et meurt en 765.
Les noms de Loingsech et de ses deux successeurs du cenél Conaill non pas été retenus dans la liste des ard ri Érenn du Baile Chuinn Chétchathaig sans doute composée et/ou remaniée sous le règne de Fínnachta Fledach.

## Relations avec Iona
Loingsech est le cousin germain d'Adomnán, qui depuis 679 est l'abbé du monastère d'Iona et à la tête de l'église  « paruchia » de saint Columba. Le fait que ces deux cousins du Cenél Conaill soient à la tête des Uí Néill et de la puissante fédération Columbanienne pendant la période 696/704 renforce le prestige et le pouvoir des deux hommes.
Pendant tout le VIIe siècle il y a de fortes rivalités pour la primatie ecclésiastique entre les diverses églises (paruchiae) irlandaises. Depuis le milieu du siècle écoulé l'église d'Armagh qui se trouve dans un territoire vassal des Uí Néill le royaume d' Airthir, n'hésite pas à défier la « paruchia » de Columba en promouvant le culte de Patrick d'Irlande à Armagh. L'allégeance traditionnelle des Uí Néill se porte pourtant vers Columba le saint fondateur de l'église d'Iona et son successeur, Adomnán, cherche à hisser cette paruchia au sommet de son pouvoir à la fin du VIIe siècle.
Quand le royaume de Tara revient au Cenél Conaill en la personne de Loingsech, Adomnán s'efforce d'utiliser cette opportunité pour renforcer encore la primatie de la fédération Columbanienne. C'est dans ce contexte que Loingsech et Adomnán coopère étroitement dans une entreprise majeure : le nom de Loingsech apparaît en premier dans la liste des souverains séculiers  51 rois provinciaux ou tribaux d'Irlande et d'Écosse qui ratifient le « Cain Adamnain » ou  « Lex Innocentium » , un code de loi destiné à assurer en cas de conflits la protection des femmes, des enfants et des gens d'église, promulgué par Adomnán en « Hibernia & Britania  » c'est-à-dire en Irlande et en Grande-Bretagne au synode de Birr en 697  et auquel l'église d'Armagh doit finalement apporter son soutien.
Adomnán aspire à établir une royauté chrétienne  c'est pourquoi il promeut les Uí Néill comme la dynastie suprême. Bien que la « haute royauté » ne soit pas devenue une hégémonie imposée par la puissance militaire avant le milieu du IXe siècle, Loingsech, et son grand-père, Domnall mac Áedo, reçoivent le titre « rex Hiberniae » c'est-à-dire « Roi d'Irlande » dans le texte original des annales d'Ulster. Ils sont les deux seuls rois ainsi désignés avant le IXe siècle. Comme les annales jusque vers 740 sont basées sur une chronique compilée à Iona, cette désignation doit être le reflet de la conception de l' « imperium » chrétien d'Adomnán .

## Postérité
Outre le trois fils tués avec lui Loingsech mac Óengusa laisse un autre descendant:
- Flaithbertach

## Sources
- (en) Máirín Ní Dhonnchadha « Loingsech mac Óenguso (d. 704)  », Oxford Dictionary of National Biography, Oxford University Press, 2004.
- (en) Edel Bhreathnach, The kingship and landscape of TaraEditor Four Courts Press for The Discovery Programme Dublin (2005)  (ISBN 1851829547). Le Cenél Conaill Table 6 p. 350-351.
- (en) Dictionary of Irish Biography article de Ailbhe Mac Shamhrain, Loingsech
- Annales d'Ulster